# Süderhastedt
Süderhastedt est une commune allemande du Schleswig-Holstein, située dans l'arrondissement de Dithmarse (Kreis Dithmarschen), à dix kilomètres au sud-est de la ville de Meldorf. Süderhastedt est l'une des 14 communes de l'Amt Burg-St. Michaelisdonn dont le siège est à Burg (Dithmarschen).